# GAC GA5
GAC GA5 — переднеприводной среднеразмерный седан, выпускавшийся китайской автомобилестроительной компанией GAC Group с 2010 по 2018 год.

## Описание
В 2009 году итальянская компания Alfa Romeo продала платформу Alfa Romeo 166 китайской компании GAC Group. На базе этой платформы начали выпускаться седан GAC GA5 и кроссовер GAC GS5. Цены варьировались от 122800 до 189800 юаней. В конце 2012 года автомобиль прошёл рестайлинг.
По состоянию на 2014 год автомобиль GAC GA5 оснащался 1,6-литровым двигателем внутреннего сгорания с турбонаддувом в паре с пятиступенчатой механической или автоматической трансмиссией. Мощность двигателя составляла 158 л. с., а крутящий момент — 260 Н·м.
В Россию официально не поставлялся.

## Trumpchi GA5 PHEV
Trumpchi GA5 PHEV/REV являлся гибридным автомобилем на базе GAC GA5. Выпускался с 2015 года. За всю историю производства автомобиль оснащался четырёхцилиндровым двигателем внутреннего сгорания с подключаемым модулем объёмом 1 литр, мощностью 42 л. с. и крутящим моментом 225 Н·м.

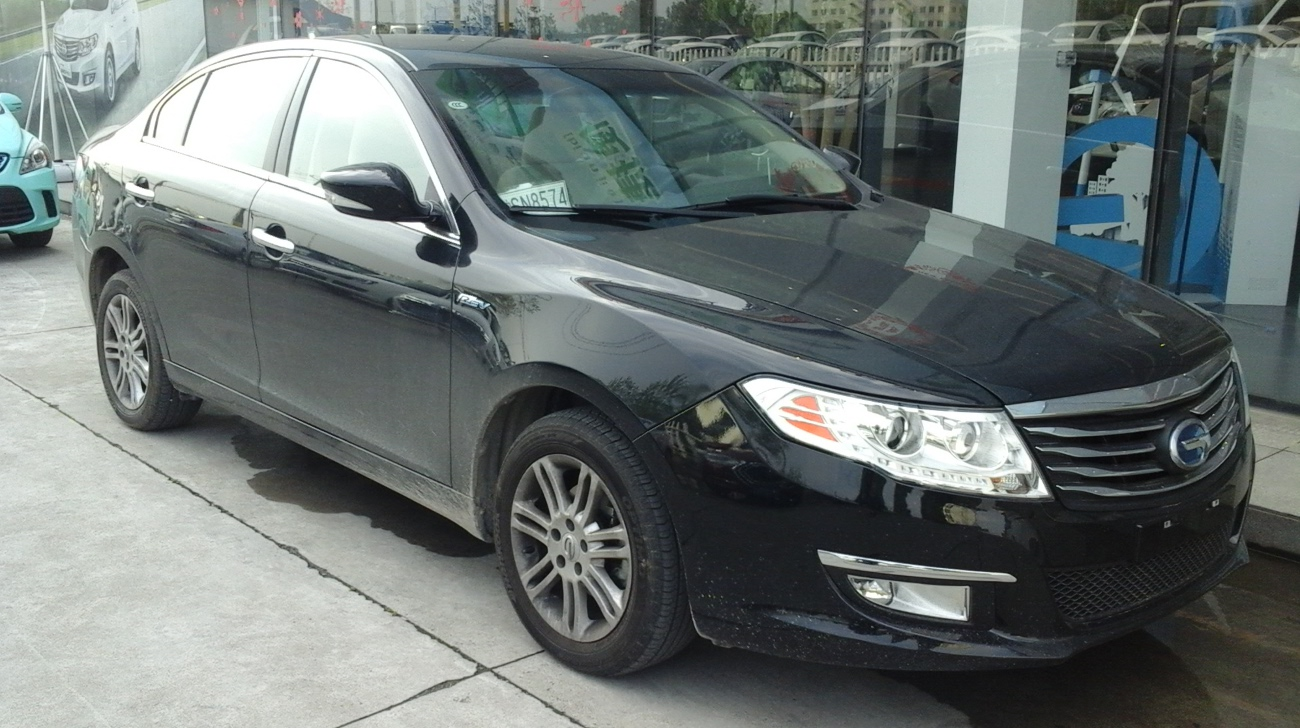
Trumpchi GA5 REV
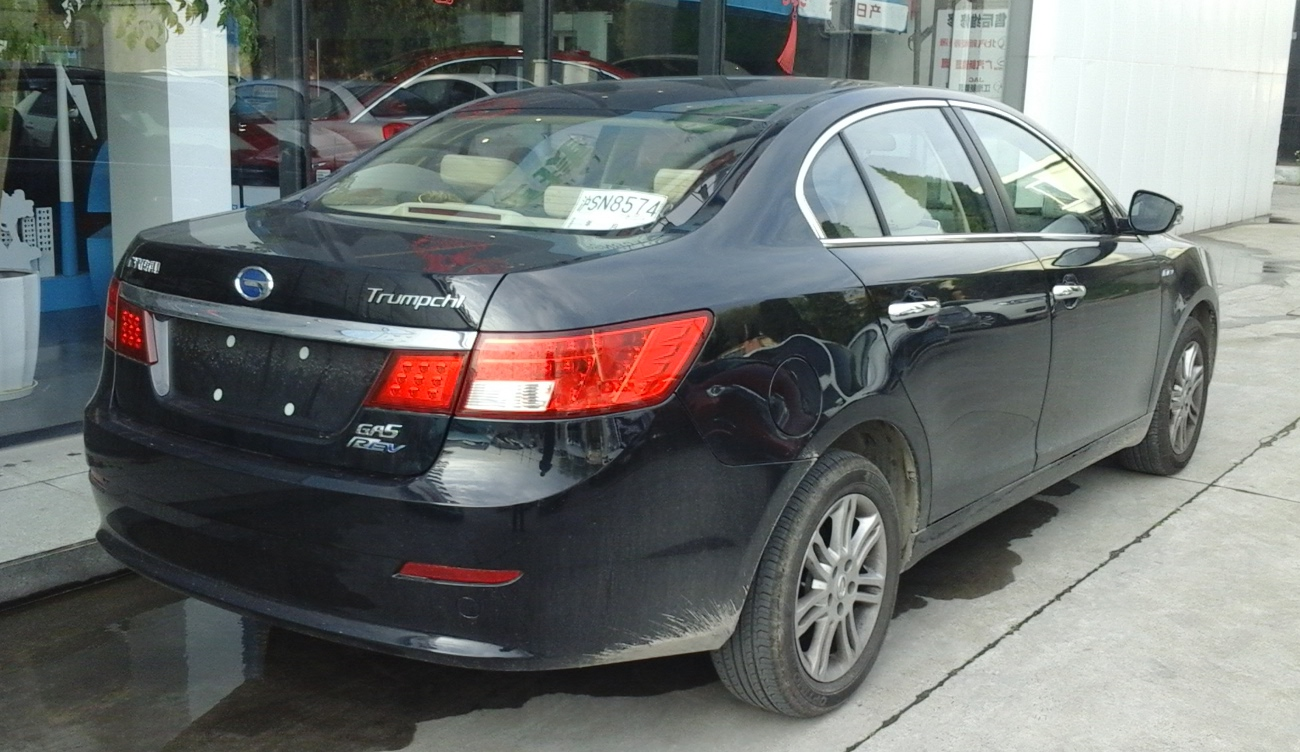
Вид сзади